# Rackley Roofing 200
Das Rackley Roofing 200 ist ein Autorennen, das die NASCAR Camping World Truck Series auf dem Nashville Superspeedway in Lebanon im US-Bundesstaat Tennessee, ungefähr 48 km östlich von Nashville austrägt. Erstmals wurde es im Jahre 2001 ausgetragen. In allen bislang gefahrenen Rennen betrug die geplante zu fahrende Distanz 200 Meilen. Allerdings kam es zweimal zu einem Green-White-Checkered-Finish, erstmals 2002 und dann noch ein weiteres Mal im Jahre 2006.
Federated Auto Parts war von 2001 bis 2003 Sponsor des Rennens. Seitdem sponsern sie ein Rennen der NASCAR Nationwide Series, das Federated Auto Parts 300.

## Bisherige Sieger
- 2011: Kyle Busch
- 2010: Kyle Busch
- 2009: Ron Hornaday Jr.
- 2008: Johnny Benson
- 2007: Travis Kvapil
- 2006: Johnny Benson
- 2005: David Reutimann
- 2004: Bobby Hamilton
- 2003: Carl Edwards
- 2002: Mike Bliss
- 2001: Scott Riggs